# 따귀 일곱대
"따귀 일곱대"는 1987년에 개봉한 대한민국의 영화이다.

## 캐스팅
- 심형래 : 젊은이 역
- 백일섭 : 회장 역
- 김나희 : 회장 딸 역
- 박준금
- 박동룡
- 김기범
- 윤일주
- 박종설
- 남포동
- 오영화
- 전숙
- 조학자
- 박민호
- 박윤근
- 박양근
- 유일문
- 이예성
- 마빈
- 이태랑
- 김태산
- 고윤덕
- 성명순
- 정태경
- 강대영
- 양미영
- 이무정 (우정출연)